# Barocktrombon

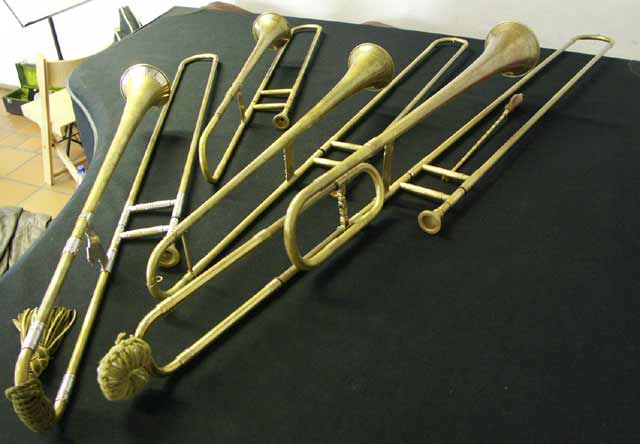
Barocktrombon

Barocktrombon är en musikinstrument från renässansen och barocken, som är föregångare till den moderna trombonen.